# Canton de Montereau-Fault-Yonne
Le canton de Montereau-Fault-Yonne est une circonscription électorale française située dans le département de Seine-et-Marne en région Île-de-France.
À la suite du redécoupage cantonal de 2014, les limites territoriales du canton sont remaniées. Le nombre de communes du canton passe de 14 à 25.

## Historique
- Le canton, qui faisait partie de l'arrondissement de Fontainebleau à l'origine, a été rattaché à celui de Provins en 1926.
- Par décret du 18 février 2014, le nombre de cantons du département est divisé par deux, avec mise en application aux élections départementales de mars 2015. Le canton de Montereau-Fault-Yonne est conservé et s'agrandit. Il passe de 14 à 25 communes[2].

## Représentation

### Conseillers généraux de 1833 à 2015
| Période                                  | Période           | Identité                                    | Étiquette          | Qualité |
| ---------------------------------------- | ----------------- | ------------------------------------------- | ------------------ | --- |
| 1833                                     | 1842              | Charles François Champagne de Labriolle     |                    | Propriétaire et conseiller municipal de Montereau |
| 1842                                     | 1848              | Louis Martin Lebeuf                         | Droite             | Régent de la Banque de France Fabricant de faïence à Montereau Député (1837-1842, 1847-1851) Sénateur (1852-1854) Propriétaire du château de Montgermont à Pringy |
| 1848                                     | 1857 (décès)      | Charles Bournet-Verron (1796-1857)          |                    | Ancien inspecteur de l'Enregistrement et des Domaines Propriétaire à Montereau                                                                                    |
| 1857                                     | 1861              | Edme Henri Cretté                           |                    | Propriétaire et maître de poste à Esmans, conseiller d'arrondissement                                                                                             |
| 1861                                     | 1876 (décès)      | Adrien Louis Lebeuf de Montgermont          | Droite             | Propriétaire du château de Montgermont à Pringy Manufacturier en faïence Maire de Montereau                                                                       |
| 1876-                                    | 1877              | Marquis François Gratien Pâris de Pontceaux | Droite             | Maire de La Brosse-Montceaux (1866-1904) |
| 1877                                     | 1889              | Jules Émile Lefebvre                        | Républicain        | Architecte, maire de Montereau (1878-1882, 1883-1888) |
| 1889                                     | 1907 (décès)      | Marquis François Gratien Pâris de Pontceaux | Républicain rallié | Maire de La Brosse-Montceaux (1866-1904) Propriétaire à Paris |
| 1907                                     | 1913              | Fernand Labori                              | Gauche radicale    | Avocat à la Cour d'appel Propriétaire à Avon Député (1906-1910) Maire de Samois-sur-Seine (1903-1904)                                                             |
| 1913                                     | 1931              | Jude Joseph Salmon                          | RG                 | Propriétaire Maire de Montereau-Fault-Yonne (1910-1925) |
| 1931                                     | 1940              | Georges Postel                              | RG                 | Médecin Maire de Varennes-sur-Seine, conseiller d'arrondissement                                                                                                  |
|                                          |                   |                                             |                    | |
| 1945                                     | 1949              | Henri Ballot                                | DVD puis RPF       | Vétérinaire à Montereau-Fault-Yonne Président du Comité de Libération de Montereau                                                                                |
| 1949                                     | 1958 (décès)      | Antonin Chopin                              | RPF puis RGR       | Chef d'entreprise Maire de Saint-Germain-Laval |
| 8 février 1959                           | 1979 (décès)      | Henri Ballot                                | app.UNR            | Maire de Montereau-Fault-Yonne (1959-1965) |
| 1979                                     | 1998              | Claude Eymard-Duvernay                      | RPR                | Médecin Député (1978-1981) Maire de Montereau-Fault-Yonne (1983-1989)                                                                                             |
| 1998                                     | 1999 (annulation) | Yves Jégo                                   | RPR                | Consultant en ressources humaines Maire de Montereau-Fault-Yonne (1995-2017)                                                                                      |
| 1999                                     | 2004              | Claude Eymard-Duvernay                      | RPR puis UMP       | Médecin |
| 2004                                     | 2015              | Léo Aïello                                  | PS                 | Retraité des travaux publics Conseiller municipal de Montereau-Fault-Yonne                                                                                        |
| Les données manquantes sont à compléter. |                   |                                             |                    | |

### Conseillers d'arrondissement (de 1833 à 1940)
Le canton de Montereau avait deux conseillers d'arrondissement.
Il appartenait à l'arrondissement de Fontainebleau jusqu'en 1926.
| Période                                  | Période          | Identité                                   | Étiquette               | Qualité |
| ---------------------------------------- | ---------------- | ------------------------------------------ | ----------------------- | --- |
| 1833                                     | 1861             | Charles Adrien Besnard (1794-1872)         |                         | Notaire royal, Premier adjoint au maire de Montereau                                                        |
| 1833                                     | 1848             | Pierre Alexandre Jozon                     |                         | Fermier, maire de Barbey                                                                                    |
|                                          |                  |                                            |                         | |
| 1855                                     | 1857             | Edme Henri Cretté                          |                         | Propriétaire et maître de poste à Esmans                                                                    |
|                                          |                  | Charles Alexandre Besnard fils (1826-1905) |                         | Notaire à Montereau                                                                                         |
|                                          |                  | M. Chevannes                               |                         | |
| 1877                                     |                  | M. Petit                                   | Républicain             | |
| 1877                                     | 1883             | M. Chamby                                  | Républicain             | Propriétaire agriculteur à Laval                                                                            |
| 1883                                     |                  | M. Bertin                                  |                         | Fabricant de machines agricoles                                                                             |
|                                          |                  |                                            |                         | |
| 1889                                     | 1897 (décès)     | Georges Sachot (1835-1897)                 | Républicain             | Fabricant de tuiles et de briques à Montereau                                                               |
| 1889                                     | mai 1900 (décès) | Édouard Gallot                             | Républicain modéré      | Président de la Société d'agriculture de Fontainebleau, conseiller municipal de Montereau                   |
| 1898                                     | 1904             | Paul Allaire (1850-1909)                   | Républicain radical     | Industriel et commerçant, maire de Montereau (1897-1904)                                                    |
| 1900                                     | 1910             | Edmond Fortin (1847-1930)                  | Conservateur            | Constructeur, mécanicien, rentier, maire de Montereau (1904-1910)                                           |
| 1904                                     | 1910             | Edmond Maitrat (1851-1935)                 |                         | Agriculteur à Varennes-sur-Seine                                                                            |
| 1910                                     | 1928             | Pierre Rayer                               | Républicain modéré      | Agriculteur, maire de Forges                                                                                |
| 1910                                     | 1931             | Georges Postel                             | RG                      | Docteur en médecine, maire de Varennes-sur-Seine                                                            |
| 1928                                     | 1940             | Zéphirin Noret (1867-1955)                 | Républicain modéré      | Cultivateur, adjoint au maire de Montereau                                                                  |
| 1931                                     | 1934             | Pierre Rayer                               | Républicain             | Agriculteur, maire de Forges                                                                                |
| 1934                                     | 1937 (décès)     | Albert Trouvé                              | Républicain modéré      | Ancien maire de Salins (1919-1923 et 1929-1934)                                                             |
| 1937                                     | 1940             | François Ernest Michaut (1862-1949)        | Républicain indépendant | Négociant, maire de Laval-en-Brie                                                                           |
| 1940                                     |                  |                                            |                         | Les conseils d'arrondissement ont été suspendus par la loi du 12 octobre 1940 et n'ont jamais été réactivés |
| Les données manquantes sont à compléter. |                  |                                            |                         | |

Sources : Journal L'Abeille de Fontainebleau sur Gallica.

### Conseillers départementaux depuis 2015
| Période élective | Période élective | Mandat | Mandat   | Identité                       | Nuance | Nuance | Qualité |
| ---------------- | ---------------- | ------ | -------- | ------------------------------ | ------ | ------ | --- |
| 2015             | 2021             | 2015   | 2021     | Patrick Septiers               |        | UDI    | Enseignant en économie et gestion des entreprises Maire de Moret-sur-Loing (1989 → 2014) puis d'Orvanne (2015) puis de Moret Loing et Orvanne (2016) puis de Moret-Loing-et-Orvanne (2017 → 2021) Conseiller général de Moret-sur-Loing (1992 → 2004) Président du conseil départemental de Seine-et-Marne (2018 → 2021) Président de la CC Moret Seine et Loing (2001 → ) |
| 2015             | 2021             | 2015   | 2021     | Andrée Zaïdi                   |        | UDI    | Directrice générale des services d’un syndicat Intercommunal Conseillère municipale d'opposition au maire de Montereau-Fault-Yonne Vice-présidente du conseil départemental de Seine-et-Marne (2018 → ) |
| 2021             | 2028             | 2021   | en cours | Majdoline Bourgeais - El Abidi |        | UDI    | Adjointe au maire de Montereau-fault-Yonne |
| 2021             | 2028             | 2021   | en cours | Patrick Septiers               |        | UDI    | Conseiller sortant |

### Résultats détaillés

#### Élections de mars 2015
À l'issue du 1er tour des élections départementales de 2015, deux binômes sont en ballottage : Patrick Septiers et Andrée Zaidi (UDI, 36,75 %) et Huguette Jessel et Gilles Piat (FN, 31,65 %). Le taux de participation est de 48,12 % (20 359 votants sur 42 309 inscrits) contre 44,94 % au niveau départemental et 50,17 % au niveau national.
Au second tour, Patrick Septiers et Andrée Zaidi (UDI) sont élus avec 64,21 % des suffrages exprimés et un taux de participation de 47,81 % (11 639 voix pour 20 227 votants et 42 308 inscrits).

#### Élections de juin 2021
Le premier tour des élections départementales de 2021 est marqué par un très faible taux de participation (33,26 % au niveau national). Dans le canton de Montereau-Fault-Yonne, ce taux de participation est de 30,43 % (13 404 votants sur 44 045 inscrits) contre 27,81 % au niveau départemental. À l'issue de ce premier tour, deux binômes sont en ballottage : Majdoline Bourgeais - El Abidi et Patrick Septiers (Union des démocrates et indépendants, 32,29 %) et Dominique Lioret et Isabelle Thieffry (RN, 22,55 %).
Le second tour des élections est marqué une nouvelle fois par une abstention massive équivalente au premier tour. Les taux de participation sont de 34,36 % au niveau national, 30,02 % dans le département et 31,87 % dans le canton de Montereau-Fault-Yonne. Majdoline Bourgeais - El Abidi et Patrick Septiers (Union des démocrates et indépendants) sont élus avec 68,36 % des suffrages exprimés (8 506 voix pour 14 036 votants et 44 038 inscrits),,.

## Composition

### Composition avant 2015
Le canton de Montereau-Fault-Yonne regroupait quatorze communes.
| Nom                               | Code Insee | Codepostal | Superficie (km2) | Population (dernière pop. légale) | Densité (hab./km2) |
| --------------------------------- | ---------- | ---------- | ---------------- | --------------------------------- | ------------------ |
| Montereau-Fault-Yonne (chef-lieu) | 77305      | 77130      | 9,10             | 16 682 (2012)                     | 1 833              |
| Barbey                            | 77021      | 77130      | 4,32             | 181 (2012)                        | 42                 |
| Cannes-Écluse                     | 77061      | 77130      | 8,63             | 2 550 (2012)                      | 295                |
| Courcelles-en-Bassée              | 77133      | 77126      | 10,79            | 239 (2012)                        | 22                 |
| Esmans                            | 77172      | 77940      | 17,83            | 893 (2012)                        | 50                 |
| Forges                            | 77194      | 77130      | 13,32            | 418 (2012)                        | 31                 |
| La Brosse-Montceaux               | 77054      | 77940      | 12,00            | 750 (2012)                        | 63                 |
| La Grande-Paroisse                | 77210      | 77130      | 29,07            | 2 652 (2012)                      | 91                 |
| Laval-en-Brie                     | 77245      | 77148      | 20,29            | 462 (2012)                        | 23                 |
| Marolles-sur-Seine                | 77279      | 77130      | 20,19            | 1 618 (2012)                      | 80                 |
| Misy-sur-Yonne                    | 77293      | 77130      | 6,25             | 986 (2012)                        | 158                |
| Saint-Germain-Laval               | 77409      | 77130      | 8,85             | 2 805 (2012)                      | 317                |
| Salins                            | 77439      | 77148      | 10,55            | 1 024 (2012)                      | 97                 |
| Varennes-sur-Seine                | 77482      | 77130      | 10,02            | 3 406 (2012)                      | 340                |

### Composition à partir de 2015
Lors du redécoupage de 2014, le canton de Montereau-Fault-Yonne comprenait vingt-cinq communes entières.
À la suite de la création des communes nouvelles d'Orvanne au 1er janvier 2015, puis de Moret Loing et Orvanne au 1er janvier 2016 et enfin de Moret-Loing-et-Orvanne au 1er janvier 2017, le canton comprend désormais vingt-et-une communes entières.
| Nom                                           | Code Insee | Intercommunalité        | Superficie (km2) | Population (dernière pop. légale) | Densité (hab./km2) | Modifier                                    |
| --------------------------------------------- | ---------- | ----------------------- | ---------------- | --------------------------------- | ------------------ | ------------------------------------------- |
| Montereau-Fault-Yonne (bureau centralisateur) | 77305      | CC du Pays de Montereau | 9,10             | 21 840 (2022)                     | 2 400              | modifier les données · modifier les données |
| Barbey                                        | 77021      | CC du Pays de Montereau | 4,32             | 151 (2022)                        | 35                 | modifier les données · modifier les données |
| La Brosse-Montceaux                           | 77054      | CC du Pays de Montereau | 12,00            | 736 (2022)                        | 61                 | modifier les données · modifier les données |
| Cannes-Écluse                                 | 77061      | CC du Pays de Montereau | 8,63             | 2 742 (2022)                      | 318                | modifier les données · modifier les données |
| Champagne-sur-Seine                           | 77079      | CC Moret Seine et Loing | 7,28             | 6 491 (2022)                      | 892                | modifier les données · modifier les données |
| Courcelles-en-Bassée                          | 77133      | CC du Pays de Montereau | 10,79            | 214 (2022)                        | 20                 | modifier les données · modifier les données |
| Esmans                                        | 77172      | CC du Pays de Montereau | 17,83            | 904 (2022)                        | 51                 | modifier les données · modifier les données |
| Forges                                        | 77194      | CC du Pays de Montereau | 13,32            | 432 (2022)                        | 32                 | modifier les données · modifier les données |
| La Grande-Paroisse                            | 77210      | CC du Pays de Montereau | 29,07            | 2 899 (2022)                      | 100                | modifier les données · modifier les données |
| Laval-en-Brie                                 | 77245      | CC du Pays de Montereau | 20,29            | 394 (2022)                        | 19                 | modifier les données · modifier les données |
| Marolles-sur-Seine                            | 77279      | CC du Pays de Montereau | 20,19            | 1 793 (2022)                      | 89                 | modifier les données · modifier les données |
| Misy-sur-Yonne                                | 77293      | CC du Pays de Montereau | 6,25             | 857 (2022)                        | 137                | modifier les données · modifier les données |
| Moret-Loing-et-Orvanne                        | 77316      | CC Moret Seine et Loing | 33,40            | 12 576 (2022)                     | 377                | modifier les données · modifier les données |
| Saint-Germain-Laval                           | 77409      | CC du Pays de Montereau | 8,85             | 2 887 (2022)                      | 326                | modifier les données · modifier les données |
| Saint-Mammès                                  | 77419      | CC Moret Seine et Loing | 2,24             | 3 232 (2022)                      | 1 443              | modifier les données · modifier les données |
| Salins                                        | 77439      | CC du Pays de Montereau | 10,55            | 1 171 (2022)                      | 111                | modifier les données · modifier les données |
| Thomery                                       | 77463      | CC Moret Seine et Loing | 3,71             | 3 417 (2022)                      | 921                | modifier les données · modifier les données |
| Varennes-sur-Seine                            | 77482      | CC du Pays de Montereau | 10,02            | 3 724 (2022)                      | 372                | modifier les données · modifier les données |
| Vernou-la-Celle-sur-Seine                     | 77494      | CC Moret Seine et Loing | 22,42            | 2 621 (2022)                      | 117                | modifier les données · modifier les données |
| Ville-Saint-Jacques                           | 77516      | CC Moret Seine et Loing | 10,74            | 811 (2022)                        | 76                 | modifier les données · modifier les données |
| Villecerf                                     | 77501      | CC Moret Seine et Loing | 10,94            | 723 (2022)                        | 66                 | modifier les données · modifier les données |
| Canton de Montereau-Fault-Yonne               | 7713       |                         | 271,94           | 70 615 (2022)                     | 260                | modifier les données                        |

## Démographie

### Démographie avant 2015
| 1999   | 2006   | 2011   | 2012   |
| ------ | ------ | ------ | ------ |
| 33 646 | 34 022 | 34 436 | 34 666 |

### Démographie depuis 2015
En 2022, le canton comptait 70 615 habitants, en évolution de +5,08 % par rapport à 2016 (Seine-et-Marne : +3,92 %, France hors Mayotte : +2,11 %).
| 2013   | 2018   | 2022   |
| ------ | ------ | ------ |
| 64 755 | 68 420 | 70 615 |

### Évolution démographique par addition des populations des communes
| 1793  | 1800  | 1806  | 1821  | 1831   | 1836   | 1841   | 1846   | 1851   |
| ----- | ----- | ----- | ----- | ------ | ------ | ------ | ------ | ------ |
| 8 115 | 8 562 | 5 760 | 9 359 | 10 400 | 10 917 | 11 017 | 11 849 | 12 353 |

| 1856   | 1861   | 1866   | 1872   | 1876   | 1881   | 1886   | 1891   | 1896   |
| ------ | ------ | ------ | ------ | ------ | ------ | ------ | ------ | ------ |
| 12 755 | 13 092 | 13 570 | 13 286 | 13 423 | 13 588 | 14 150 | 13 852 | 14 247 |

| 1901   | 1906   | 1911   | 1921   | 1926   | 1931   | 1936   | 1946   | 1954   |
| ------ | ------ | ------ | ------ | ------ | ------ | ------ | ------ | ------ |
| 14 039 | 14 334 | 14 754 | 14 772 | 15 893 | 17 351 | 16 258 | 16 047 | 17 973 |

| 1962   | 1968   | 1975   | 1982   | 1990   | 1999   | 2006   | 2007   | 2008   |
| ------ | ------ | ------ | ------ | ------ | ------ | ------ | ------ | ------ |
| 22 985 | 29 674 | 32 769 | 32 693 | 33 281 | 33 346 | 34 022 | 34 177 | 33 806 |

| 2009   | 2010   | - | - | - | - | - | - | - |
| ------ | ------ | - | - | - | - | - | - | - |
| 33 934 | 34 463 | - | - | - | - | - | - | - |

Nombre retenu à partir de 1962 : population sans doubles comptes
Rapide résumé de l'évolution démographique du canton
- Le canton connaît une lente croissance démographique de la Révolution à la Seconde Guerre mondiale, du fait surtout de la croissance de son chef-lieu.
- Cette croissance s'accélère fortement de 1946 à 1975, en particulier du fait de la construction de 1960 à 1975 de la ZUP de Montereau-Surville. À cette date, Montereau-Fault-Yonne concentre les deux tiers des habitants du canton.
- Depuis 1975, la population stagne (+ 5 % d'augmentation contre + 75 % pour le département de Seine-et-Marne). Mais cette stabilité autour de 34 000 habitants masque un net déclin de la ville-centre (moins de la moitié de la population en 2010) au profit des communes voisines rurbanisées.